# Spelaeanthus chinii
Spelaeanthus chinii är en tvåhjärtbladig växtart som beskrevs av R. Kiew, A. Weber och Brian Laurence Burtt. Spelaeanthus chinii ingår i släktet Spelaeanthus och familjen Gesneriaceae. Inga underarter finns listade i Catalogue of Life.